# Le Fousseret
 Le Fousseret  es una población y comuna francesa, en la región de Mediodía-Pirineos, departamento de Alto Garona, en el distrito de Muret y cantón de Le Fousseret.

## Demografía
| 1410 | 1460 | 1412 | 1375 | 1370 | 1434 |
| Para los censos de 1962 a 1999 la población legal corresponde a la población sin duplicidades (Fuente: INSEE [Consultar]) |      |      |      |      |      |